# Claudius Lazzeroni
Claudius Lazzeroni (* 1965 in München) ist ein deutscher Designer und Hochschullehrer.

## Leben
Lazzeroni absolvierte von 1984 bis 1986 eine Ausbildung zum Fotografen bei Raoul Manuel Schnell. Von 1987 bis 1988 studierte er am Mass College of Art in Boston. Von 1988 bis zu seinem Diplom als Mediendesigner 1992 an der BILDO Akademie in Berlin. Bis 1996 war er als Creative Director bei Pixelpark tätig, bis 2001 dann als Gründer, Geschäftsführer und Creative Director der Agentur IM STALL in Berlin.
Von 1994 bis 1999 hatte Lazzeroni einen Lehrauftrag für Gestaltungsgrundlagen an der Universität der Künste Berlin inne, bevor er 1999 zum Professor für Interfacedesign, zunächst an die Universität Duisburg-Essen, dann an die Folkwang Hochschule, heute Folkwang Universität der Künste, berufen wurde. Er war Studiendekan des Fachbereichs Gestaltung.

## Publikationen (Auswahl)
- mit Hartmut Bohnacker, Benedikt Groß und Julia Laub: Generative Gestaltung: entwerfen, programmieren, visualisieren. Mainz 2009: Schmidt. ISBN 978-3-87439-759-9; französisch: Paris 2010: Pyramyd. ISBN 978-2-35017-215-6; englisch: New York 2012: Princeton Architectural Press. ISBN 978-1-61689-077-3.